# Frida (tidning)
Frida var en tidskrift med unga tjejer som främsta målgrupp. Tidningen startades 1981 och uppkallades efter Anni-Frid Lyngstad, som var mycket populär då. Tidningen utkom varannan vecka. Frida lades ner år 2022.

## Historia
Frida var en tidning med ca 200 000 läsare.[när?] Den var riktad mot tjejer i tonåren. I tidningen fanns noveller, skvaller, kändisar, mode/skönhet, tester, tävlingar med mera. Frida startades 1981 av Ove Jerselius och utgavs av Frida Förlag AB, som också ger ut tidningarna Solo (tidning), Glitter (tidning), Sudoku, Glaze (tidning), Story och Veckans nu (tidning).